# Jeux mondiaux militaires
Pour les articles homonymes, voir JMM.

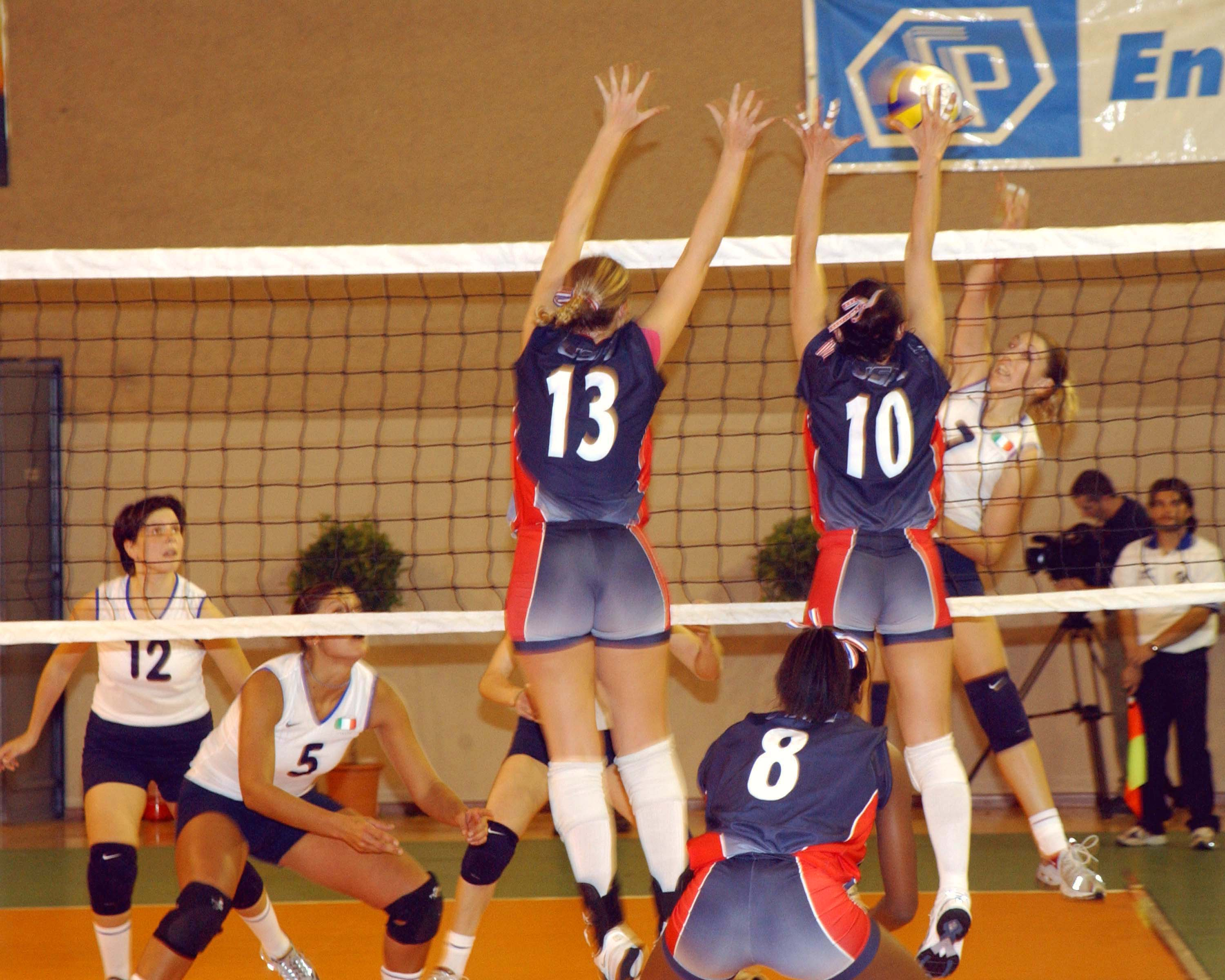
Rencontre entre les équipes féminines de volley des États-Unis et de l'Italie au cours des 3e Jeux mondiaux militaires d'été.

Les Jeux mondiaux militaires sont une compétition omnisports réservée aux forces armées du monde entier. Ils sont organisés par le Conseil international du sport militaire (CISM).
L'année 2010 a marqué le début des Jeux mondiaux militaires d'hiver, avec la première édition se déroulant du 20 au 25 mars en Vallée d'Aoste (Italie).

## Éditions
Les tableaux ci-dessous indiquent la localisation des différents jeux mondiaux militaires.

### Jeux d'été
| Année | Jeux d'été                               | Ville hôte     | Pays         | Dates          |
| ----- | ---------------------------------------- | -------------- | ------------ | -------------- |
| 1995  | 1ers Jeux mondiaux militaires d'été (en) | Rome           | Italie       | 4-16 septembre |
| 1999  | 2es Jeux mondiaux militaires d'été (en)  | Zagreb         | Croatie      | 8-17 août      |
| 2003  | 3es Jeux mondiaux militaires d'été (en)  | Catane         | Italie       | 4-11 décembre  |
| 2007  | 4es Jeux mondiaux militaires d'été       | Hyderabad      | Inde         | 14-21 octobre  |
| 2011  | 5es Jeux mondiaux militaires d'été       | Rio de Janeiro | Brésil       | 15-24 juillet  |
| 2015  | 6es Jeux mondiaux militaires d'été       | Mungyeong      | Corée du Sud | 2-11 octobre   |
| 2019  | 7es Jeux mondiaux militaires d'été       | Wuhan          | Chine        | 18-27 octobre  |
| 2023  | -                                        | Bogota         | Colombie     | annulés        |
| 2027  | 8es Jeux mondiaux militaires d'été       | inconnu        | inconnu      | inconnu        |

### Jeux d'hiver
| Année | Jeux d'hiver                          | Région hôte                          | Pays      | Dates         |
| ----- | ------------------------------------- | ------------------------------------ | --------- | ------------- |
| 2010  | 1ers Jeux mondiaux militaires d'hiver | Vallée d'Aoste                       | Italie    | 20-25 mars    |
| 2013  | 2es Jeux mondiaux militaires d'hiver  | Annecy et Chamonix                   | France    | 24-29 mars    |
| 2017  | 3es Jeux mondiaux militaires d'hiver  | Sotchi                               | Russie    | 23-28 février |
| 2022  | -                                     | Berchtesgaden                        | Allemagne | annulés       |
| 2025  | 4es Jeux mondiaux militaires d'hiver  | Suisse centrale et vallée de Conches | Suisse    | 23-30 mars    |